# Челник
Челник (болг. Челник) — село в Болгарии. Находится в Ямболской области, входит в общину Тунджа. Население составляет 392 человека.

## Политическая ситуация
В местном кметстве Челник, в состав которого входит Челник, должность кмета (старосты) исполняет Георги Иванов Янков (коалиция в составе 5 партий: Граждане за европейское развитие Болгарии (ГЕРБ), Демократы за сильную Болгарию (ДСБ), Земледельческий народный союз (ЗНС), Союз свободной демократии (ССД), Союз демократических сил (СДС)) по результатам выборов правления кметства.
Кмет (мэр) общины Тунджа — Георги Стоянов Георгиев (коалиция в составе 2 партий: Болгарская социалистическая партия (БСП) и Болгарская социал-демократия (БСД)) по результатам выборов в правление общины.